# Sarolt
Fille d'un gyula de Transylvanie, Sarolt ou Sarolta épousa le souverain hongrois Géza et fut la mère de saint Étienne, premier roi de Hongrie.

## Origines
Elle a dû naître vers 955, à l'époque où prirent fin les invasions hongroises vers l'Occident. Son nom d'origine turque vient de "Sar-aldy" qui désigne l'hermine blanche. Le père de Sarolt, appelé le gyula, dominait largement tout le sud-est du bassin des Carpates. Hongrois comme Géza, il était pourtant complètement indépendant du descendant d'Arpad et ses sympathies religieuses allaient plutôt à Constantinople qu'à Rome, mais ce n'était encore là qu'un vernis sur un paganisme ancestral.

## Mariage
Sarolt épousa Géza en 970 ou peu après. Il lui donna pour résidence la petite ville fortifiée de Veszprém qui deviendra le centre d'un comitat et le siège du premier évêché du pays. Mais c'est au château d'Esztergom, centre du pouvoir de son mari, qu'elle accoucha de Vaïk, le futur saint Étienne. Elle mit aussi au monde trois ou quatre filles.

## Portrait
Très énergique et volontaire mais également impatiente et irascible, elle tua un jour un homme de ses mains dans un accès de colère. Sa beauté semble avoir été célèbre ; elle fut remarquée par des souverains étrangers et par l'évêque de Mersebourg. De plus, elle était une cavalière et une buveuse réputée.

## Influence
Comme le montre l'archéologie et quoi que prétendent certains chroniqueurs de rite latin, Sarolt n'encouragea pas le prosélytisme du christianisme oriental en Hongrie, même si Étienne avait probablement été baptisé une première fois, dès sa naissance, selon le rite grec. Le nom grec d'Étienne — Stephanos — était d'ailleurs aussi celui reçu par le père de Sarolt lors de son baptême.

## Reine-mère
Après la mort de Géza, en 997, Sarolt fut très certainement mêlée à la régence car Etienne n'était encore qu'un adolescent, même s'il avait déjà été marié à Gisèle de Bavière. Elle eut aussitôt à combattre la révolte de Koppany, un cousin de Géza qui alla jusqu'à exiger sa main et termina coupé en quatre. Par contre, quelques années plus tard, elle obtint de son fils la vie sauve pour son frère, le nouveau gyula : vaincu par Etienne, celui-ci fut simplement exilé.
Elle mourut vers 1008.